# Arrarain
Arrarain es un despoblado que actualmente forma parte del concejo de Elburgo, que está situado en el municipio de Elburgo, en la provincia de Álava, País Vasco (España).

## Toponimia
A lo largo de los siglos ha sido conocido con los nombres de Araron, Arrarain, Hararihin y Hararihini.

## Historia
Documentado desde 1025 (Reja de San Millán), pertenecía a la Hermandad de Iruraiz y en 1337 los vecinos pasaron a poblar Elburgo.
Aparece descrito en el tercer volumen del Diccionario geográfico-estadístico-histórico de España y sus posesiones de Ultramar de Pascual Madoz, en la entrada referente al despoblado de Alija, con las siguientes palabras:

ARRARAIN: desp. en la prov. de Alava, part. jud. de Salvatierra, y térm. de El Búrgo, herm. y ayunt. de Iruraiz. Existia este pueblo en el siglo XIV, segun el catálogo que se halla en el archivo de San Millan, bajo el nombre Hararihin. Los vec. pasaron á poblar á El Búrgo segun el privilegio concedido por D. Alonso XI en 1337. V. El burgo).
(Madoz, 1846, p. 9)

## Monumentos
Ermita de San Juan de Arriaran, del siglo XII. Lo único que queda del despoblado.